# Élection gouvernorale de 2002 au Texas
L'élection du gouverneur du Texas de 2002 a eu lieu le 5 novembre. L’élection a été remporté par le candidat républicain Rick Perry, ancien gouverneur adjoint, qui occupe le poste de gouverneur depuis le 21 décembre 2000, à la suite de la démission du gouverneur Bush en raison de son élection à la présidence des États-Unis.

## Résultats

### Élection générale
| Résultats | Résultats                   | Résultats        | Résultats | Résultats |
| Partis    | Partis                      | Candidats        | Voix      | %         |
| --------- | --------------------------- | ---------------- | --------- | --------- |
|           | Républicain                 | Rick Perry *     | 2 632 591 | 57,81     |
|           | Démocrate                   | Tony Sanchez     | 1 819 798 | 39,96     |
|           | Libertarien                 | Jeff Daiell      | 66 720    | 1,47      |
|           | Vert                        | Rahul Mahajan    | 32 187    | 0,71      |
|           | Tiers partis & Indépendants | Autres candidats | 2 691     | 0,06      |

### Primaire républicaine
| Résultats | Résultats   | Résultats  | Résultats | Résultats |
| Partis    | Partis      | Candidats  | Voix      | %         |
| --------- | ----------- | ---------- | --------- | --------- |
|           | Républicain | Rick Perry | 620 463   | 100,00    |

### Primaire démocrate
| Résultats | Résultats | Résultats       | Résultats | Résultats |
| Partis    | Partis    | Candidats       | Voix      | %         |
| --------- | --------- | --------------- | --------- | --------- |
|           | Démocrate | Tony Sanchez    | 609 383   | 60,73     |
|           | Démocrate | Dan Morales     | 330 873   | 32,98     |
|           | Démocrate | Bill Lyon       | 43 011    | 4,29      |
|           | Démocrate | John Worldpeace | 20 121    | 2,01      |